# 16th Street Mission
16th Street Mission is het noordelijkste van de metrostations in de geboorde tunnel onder Mission Street in de Amerikaanse stad San Francisco (Californië). Het ligt bij het kruispunt van 16th Street en Mission Street en wordt bediend door vier lijnen van het BART-netwerk.